# Championnat de Bolivie de football 1986
Navigation
Saison précédente Saison suivante
La saison 1986 du Championnat de Bolivie de football est la douzième édition du championnat de première division en Bolivie. Le championnat se dispute en deux tournois indépendantes qui se déroulent de la façon suivante :
- les quinze équipes sont réparties en deux poules et jouent les unes contre les autres deux fois, à domicile et à l'extérieur. Les quatre premiers de chaque groupe se qualifient pour la deuxième phase.
- lors de la deuxième phase, les huit clubs sont répartis en deux groupes, où chaque équipe joue à nouveau deux fois contre leurs adversaires. Les deux premiers de chaque groupe obtiennent leur billet pour la troisième phase. Cette phase n'est organisée que lors du tournoi II.
- la phase finale est jouée sous forme de coupe, avec demi-finales et finales jouées en matchs aller et retour.

Les deux clubs vainqueurs des tournois s'affrontent en fin de saison pour le titre lors d'un duel en matchs aller et retour. La relégation est décidée en établissant un classement cumulé des premières phases de chaque tournoi : les deux formations les moins performantes sont reléguées et remplacées par le champion de deuxième division, afin de réduire le championnat à 14 clubs la saison prochaine.
C'est le club de The Strongest La Paz qui remporte la compétition après avoir battu en finale Oriente Petrolero. C'est le deuxième titre de champion de l'histoire du club après celui remporté en 1977.

## Qualifications continentales
Les deux vainqueurs des tournois se qualifient pour la Copa Libertadores 1987.

## Les clubs participants
| - Jorge Wilstermann Cochabamba - Real Potosi - Promu de Primera B - Aurora Cochabamba - San José Oruro - Oriente Petrolero - Bolivar La Paz - Real Santa Cruz - Destroyers Santa Cruz | - Ciclón Tarija - Club Chaco Petrolero - Litoral La Paz - Promu de Primera B - Club Blooming - The Strongest La Paz - Petrolero Cochabamba - Universitario de Sucre - Promu de Primera B |

## Compétition
Le barème utilisé pour établir l'ensemble des classements est le suivant :
- Victoire : 2 points
- Match nul : 1 point
- Défaite : 0 point

### Tournoi I

#### Première phase
| Rang | Équipe                  | Pts | J  | G  | N | P  | Bp | Bc | Diff |
| ---- | ----------------------- | --- | -- | -- | - | -- | -- | -- | ---- |
| 1    | Club Blooming           | 26  | 16 | 11 | 4 | 1  | 34 | 9  | +25  |
| 2    | The Strongest La Paz    | 21  | 16 | 6  | 9 | 1  | 25 | 15 | +10  |
| 3    | Destroyers Santa Cruz   | 20  | 16 | 7  | 6 | 3  | 25 | 13 | +12  |
| 4    | Ciclon Tarija           | 14  | 16 | 4  | 6 | 6  | 16 | 14 | +2   |
| 5    | San José Oruro          | 14  | 16 | 5  | 4 | 7  | 12 | 26 | -14  |
| 6    | Universitario de SucreP | 12  | 16 | 4  | 4 | 8  | 16 | 25 | -9   |
| 7    | Club Chaco Petrolero    | 8   | 16 | 1  | 6 | 9  | 12 | 28 | -16  |
| 8    | Aurora Cochabamba       | 8   | 16 | 2  | 4 | 10 | 16 | 35 | -19  |

| Rang | Équipe                       | Pts | J  | G | N | P | Bp | Bc | Diff |
| ---- | ---------------------------- | --- | -- | - | - | - | -- | -- | ---- |
| 1    | Oriente Petrolero            | 21  | 14 | 9 | 3 | 2 | 33 | 14 | +19  |
| 2    | Litoral La PazP              | 19  | 14 | 8 | 3 | 3 | 27 | 16 | +11  |
| 3    | Real Santa Cruz              | 17  | 14 | 7 | 3 | 4 | 26 | 19 | +7   |
| 4    | Jorge Wilstermann Cochabamba | 16  | 14 | 6 | 4 | 4 | 23 | 22 | +1   |
| 5    | Bolivar La PazT              | 15  | 14 | 5 | 5 | 4 | 29 | 24 | +5   |
| 6    | Real PotosiP                 | 7   | 14 | 1 | 5 | 8 | 10 | 26 | -16  |
| 7    | Petrolero Cochabamba         | 6   | 14 | 1 | 4 | 9 | 12 | 31 | -19  |

#### Phase finale
Demi-finales :
| Équipe 1          | Résultat | Équipe 2             | Aller | Retour |
| ----------------- | -------- | -------------------- | ----- | ------ |
| Oriente Petrolero | 2 - 4    | The Strongest La Paz | 2 - 1 | 0 - 3  |
| Club Blooming     | 3 - 3    | Litoral La Paz       | 3 - 0 | 0 - 3  |

Finale :
| Équipe 1             | Résultat | Équipe 2      | Aller | Retour | Appui |
| -------------------- | -------- | ------------- | ----- | ------ | ----- |
| The Strongest La Paz | 3 - 3    | Club Blooming | 1 - 0 | 1 - 2  | 1 - 1 |

### Tournoi II

#### Première phase
| Rang | Équipe                | Pts | J  | G  | N | P  | Bp | Bc | Diff |
| ---- | --------------------- | --- | -- | -- | - | -- | -- | -- | ---- |
| 1    | Litoral La PazP       | 23  | 16 | 11 | 1 | 4  | 33 | 17 | +16  |
| 2    | The Strongest La Paz  | 20  | 16 | 8  | 4 | 4  | 34 | 25 | +9   |
| 3    | Club Blooming         | 18  | 16 | 7  | 4 | 5  | 23 | 17 | +6   |
| 4    | Petrolero Cochabamba  | 16  | 16 | 7  | 2 | 7  | 23 | 26 | -3   |
| 5    | Destroyers Santa Cruz | 15  | 16 | 5  | 5 | 6  | 25 | 22 | +3   |
| 6    | Ciclon Tarija         | 14  | 16 | 5  | 4 | 7  | 18 | 25 | -7   |
| 7    | Real PotosiP          | 11  | 16 | 3  | 5 | 8  | 16 | 35 | -19  |
| 8    | Aurora Cochabamba     | 10  | 16 | 4  | 2 | 10 | 23 | 30 | -7   |

| Rang | Équipe                       | Pts | J  | G | N | P  | Bp | Bc | Diff |
| ---- | ---------------------------- | --- | -- | - | - | -- | -- | -- | ---- |
| 1    | Bolivar La PazT              | 21  | 14 | 9 | 3 | 2  | 45 | 16 | +29  |
| 2    | Jorge Wilstermann Cochabamba | 18  | 14 | 7 | 4 | 3  | 30 | 23 | +7   |
| 3    | Real Santa Cruz              | 17  | 14 | 7 | 3 | 4  | 32 | 20 | +12  |
| 4    | Oriente Petrolero            | 17  | 14 | 6 | 5 | 3  | 24 | 16 | +8   |
| 5    | Universitario de SucreP      | 14  | 14 | 6 | 2 | 6  | 19 | 24 | -5   |
| 6    | San José Oruro               | 9   | 14 | 4 | 1 | 9  | 21 | 42 | -21  |
| 7    | Chaco Petrolero              | 3   | 14 | 0 | 3 | 11 | 15 | 43 | -28  |

#### Deuxième phase
| Rang | Équipe                       | Pts | J | G | N | P | Bp | Bc | Diff |
| ---- | ---------------------------- | --- | - | - | - | - | -- | -- | ---- |
| 1    | Club Blooming                | 7   | 6 | 3 | 1 | 2 | 17 | 6  | +11  |
| 2    | Oriente Petrolero            | 6   | 6 | 3 | 0 | 3 | 11 | 11 | 0    |
| 3    | Litoral La Paz               | 6   | 6 | 3 | 0 | 3 | 11 | 13 | -2   |
| 4    | Jorge Wilstermann Cochabamba | 5   | 6 | 2 | 1 | 3 | 9  | 18 | -9   |

| Rang | Équipe               | Pts | J | G | N | P | Bp | Bc | Diff |
| ---- | -------------------- | --- | - | - | - | - | -- | -- | ---- |
| 1    | Bolivar La Paz       | 10  | 6 | 4 | 2 | 0 | 22 | 5  | +17  |
| 2    | The Strongest La Paz | 9   | 6 | 3 | 3 | 0 | 11 | 3  | +8   |
| 3    | Real Santa Cruz      | 5   | 6 | 2 | 1 | 3 | 9  | 19 | -10  |
| 4    | Petrolero Cochabamba | 0   | 6 | 0 | 0 | 6 | 8  | 23 | -15  |

#### Phase finale
Demi-finales :
| Équipe 1       | Résultat | Équipe 2             | Aller | Retour |
| -------------- | -------- | -------------------- | ----- | ------ |
| Bolivar La Paz | 3 - 5    | Oriente Petrolero    | 3 - 0 | 0 - 5  |
| Club Blooming  | 1 - 1    | The Strongest La Paz | 1 - 0 | 0 - 1  |

Finale :
| Équipe 1          | Résultat | Équipe 2      | Aller | Retour |
| ----------------- | -------- | ------------- | ----- | ------ |
| Oriente Petrolero | 4 - 1    | Club Blooming | 3 - 0 | 1 - 1  |

### Finale pour le titre
| Équipe 1             | Résultat | Équipe 2          | Aller | Retour | Appui |
| -------------------- | -------- | ----------------- | ----- | ------ | ----- |
| The Strongest La Paz | 7 - 3    | Oriente Petrolero | 3 - 0 | 1 - 3  | 3 - 0 |

## Bilan de la saison
| Championnat de Bolivie de football 1986 |                                 |
| Champion                                | The Strongest La Paz (2e titre) |
| Qualifications continentales            |                                 |
| Copa Libertadores 1987                  | The Strongest La Paz            |
| Copa Libertadores 1987                  | Oriente Petrolero               |
| Promotions et relégations               |                                 |
| Promus en Primera A                     | Club Always Ready               |
| Relégués en Primera B                   | Real Potosi                     |
| Relégués en Primera B                   | Club Chaco Petrolero            |